# Radioprijamnik
Radioprijemnik ili radio prijemnik je elektronski uređaj sastavljen od niza elektroničkih sklopova s pomoću kojih se iz električnog signala, što ga u anteni inducira modulirani radioval, izdvaja (demodulira) i pojačava dio signala, odnosno informacijski signal koji sadrži željenu informaciju (radioodašiljač). Električni signal koji iz antene stiže u prijemnik izrazito je male električne snage pa ga treba pojačati i do nekoliko stotina tisuća puta kako bi se dobila snaga dovoljna za njegovu daljnju obradu.

## Način rada
Kako na antenu prijemnog aparata dolaze u isto vrijeme modulirani elektromagnetski valovi svih stanica koje u to vrijeme rade, moramo imati mogućnost da mijenjanjem induktiviteta i električnog kapaciteta titrajnog kruga postignemo rezonanciju našeg radioprijemnika sa stanicom koju želimo slušati. Kad smo to postigli, onda stanice druge frekvencije vrlo slabo djeluju na naš titrajni krug. Međutim, primljene visokofrekventne titraje ne možemo direktno dovesti u telefon, odnosno zvučnik. Telefon sa svojim velikim brojem zavoja i željeznom jezgrom predstavlja skoro beskonačan otpor za ovakvu visokofrekventnu struju. Kad bi ta visokofrekventna struja i tekla kroz zavoje telefona, odnosno zvučnika, membrana ne bi mogla zbog svoje mehaničke tromosti slijediti tako visoke vibracije. No kad bi membrana mogla tako brzo titrati, ona ne bi proizvodila akustični ton, jer je naše uho osjetljivo samo za valove zvuka niskih frekvencija. Zato se ta visokofrekventna struja prije ulaza u zvučnik mora ispraviti ili rektificirati pomoću detektora. 
Rektifikacija (ispravljanje) se sastoji u tome, da se od visokofrekventne izmjenične struje propusti samo jedna polovina, naime onaj njezin dio koji teče samo u jednom smjeru, dok se drugi dio potpuno izostavi. Na taj se način dobije pulzirajuća modulirana struja visoke frekvencije koja ide u onaj dio aparata u kojem se vrši odjeljivanje struje niske frekvencije od struje visoke frekvencije, to jest demodulacija. Nakon toga se vrši pojačanje struje niske frekvencije i konačno se odvodi u zvučnik gdje proizvodi iste akustične titraje kakvi su bili proizvedeni u emisionoj stanici. 
Najjednostavniji tip prijemnog aparata je detektorski radioprijemnik. On nema cijevi za pojačanje, niti mu treba bilo kakav izvor struje. Sastoji se od antene, titrajnog kruga, detektora i slušalice. Antena, koja je uzemljena, induktivno je vezana s titrajnim krugom,  a ovaj preko detektora sa slušalicom. Detektor se sastoji od jednog metalnog šiljka i kristala koji on dodiruje. Kao kristal obično služi galenit, pirit, halkopirit, cinkit i tako dalje. Budući da detektor propušta struju samo u smjeru šiljak - kristal, na taj način dobijemo ispravljenu moduliranu struju. Kako za visokofrekventni dio te modulirane struje zavojnica slušalice predstavlja veliki otpor, to će taj visokofrekventni dio proći kroz električni kondenzator. Niskofrekventni dio će proći kroz slušalicu, koja će onda reproducirati govor ili glazbu. Odatle vidimo da je najjednostavnija demodulacija ispravljanje modulirane struje. 
Kod većih daljina između odašiljača i prijemnika detektorski aparat je odviše slab. Mnogo je jači prijem s elektronskim pojačalom. Antena je induktivno vezana s električnim titrajnim krugom kojemu možemo mijenjati frekvenciju pomoću kondenzatora promjenjivog električnog kapaciteta, te tako postignuti električnu rezonanciju s traženom stanicom. Dobivena struja vodi se na tranzistor radi pojačanja. Kad bismo tu rezonantnu struju samo pojačali, dobili bismo u anodnom krugu opet struju visoke frekvencije koja ne bi mogla djelovati na membranu zvučnika, odnosno slušalice. Stoga tranzistor (ranije elektronska cijev) mora izvršiti pojačanje i demodulaciju. To se postiže pomoću baterije kojoj je pozitivni pol spojen s katodom, a negativni pol preko zavojnice s tranzistorom. Na taj način tranzistor dobiva negativni prednapon koji se uzima baš toliko da sprječava prolaz anodnoj struji. Kad na tranzistor stignu modulirane oscilacije, ona će biti čas više a čas manje negativna s obzirom na napon koju prima od baterije. U anodnom će krugu struja teći samo onda kada mrežica bude manje negativna, te će se tako pojačavati samo gornja polovina moduliranih titraja. Ti će električni titraji djelovati na membranu zvučnika koja će proizvesti zvučne frekvencija.

## Vrste
Radioprijemnici se mogu podijeliti na izravne i na superheterodinske, a razlikuju se po načinu obrade primljenoga signala.

### Izravni prijemnik
Izravni prijemnik sastoji se od ulaznoga kruga, spregnutoga s prijemnom antenom, od jednoga ili više stupnjeva za pojačavanje primljenoga signala, od demodulatora, u kojem se iz moduliranoga signala izdvaja informacijski signal, te ponekad i od sklopova za pojačavanje informacijskoga signala do potrebne snage. Kako bi se istim prijemnikom mogli izdvojiti signali različitih odašiljača, jedan od dijelova titrajnih krugova treba biti promjenljiv, a obično je to električni kondenzator. Vrsta i način rada demodulatora ovisi o vrsti primijenjenoga modulacijskoga postupka. Dobiveni informacijski signal, nakon mogućeg pojačavanja, pretvara se u zvuk u slušalicama ili zvučniku, u sliku na zaslonu televizijskoga prijemnika, u podatak u računalu i slično.

### Superheterodinski prijemnik
Superheterodinski prijemnik razlikuje se od izravnoga po tome što se modulirani signal prije demodulacije privodi u takozvano miješalo, to jest u elektronički sklop koji ima dio s nelinearnom karakteristikom (na primjer tranzistor). U miješalo istodobno dolaze i titraji iz posebnoga, takozvanog lokalnoga oscilatora u samom prijemniku. Zbrajanjem tih signala različitih frekvencija na nelinearnom elementu (miješanjem) dobiva se signal koji odgovara takozvanom međufrekvencijskomu signalu. Njegova je frekvencija (takozvana međufrekvencija) niža od frekvencije moduliranoga signala na ulazu u miješalo, ali je jednakih modulacijskih svojstava kao i signal koji ulazi u prijemnik. Mijenjanjem frekvencije lokalnoga oscilatora mijenja se frekvencija signala koji se prima, jer međufrekvencija ostaje uvijek jednaka. Nakon pojačavanja međufrekvencijski se signal demodulira i obrađuje kao i u izravnom prijemniku.

## Poveznice
- Radiodifuzija
- Radio odašiljač